# Sergio Caprari
Sergio Caprari (ur. 12 lipca 1932 w Civita Castellana, zm. 12 października 2015 w Falerii) – włoski bokser kategorii piórkowej, srebrny medalista letnich igrzysk olimpijskich w Helsinkach w kategorii piórkowej.
W 1954 roku został zawodowym bokserem. Wystąpił w 21 walkach. Jego bilans to 17 zwycięstw (w tym 2 przez nokaut) 2 porażki i 2 remisy.